# Dimitrie Cornea
Dimitrie Cornea (n. 1816, Iași – d. 1884, București) a fost un politician și ministru în două guverne, ministrul justiției în guvernul Barbu Catargiu (între 22 ianuarie și 24 iunie 1862), ministru al justiției și lucrărilor publice în guvernul Nicolae Kretzulescu 1, respectiv ministru de externe român, într-un guvern ulterior.